# Robert List
Robert Frank List dit Bob List, né le 1er septembre 1936 à Visalia (États-Unis), est un avocat et homme politique américain. 
Membre du Parti républicain, il est procureur général du Nevada (en) de 1971 à 1979, puis gouverneur de ce même État de 1979 à 1983.